# Maurice Grevisse

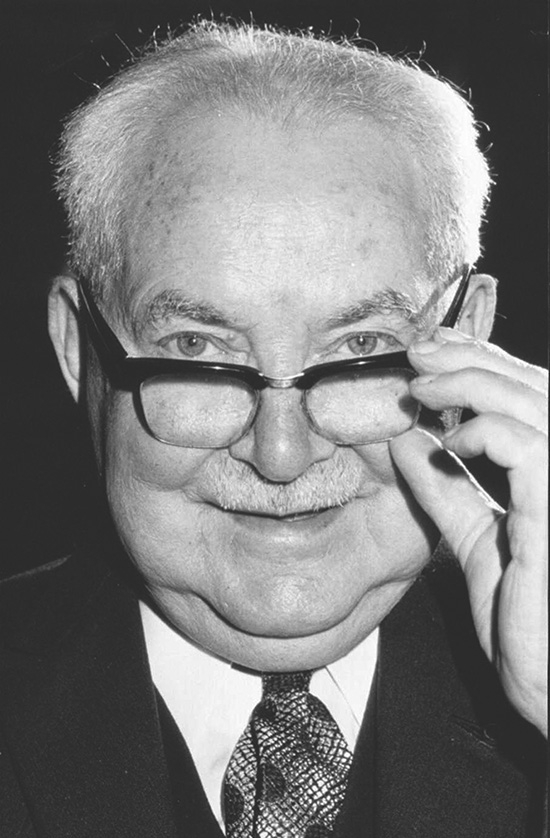
Maurice Grevisse

Maurice Grevisse (Rulles, 7 oktober 1895 - La Louvière, 4 juli 1980), was een Belgisch grammaticus van de Franse taal. Zijn levenswerk, het boek Le Bon Usage dat hij in 1936 publiceerde, is vandaag nog steeds een referentie voor de Franse grammatica.

## Levensloop
Grevisse werd geboren als zoon van een smid en was voorbestemd om de ouderlijke smederij over te nemen. Hij zag zijn eigen toekomst echter in het onderwijs en ging studeren aan de normaalschool van Carlsbourg waar hij in 1915 het diploma van onderwijzer behaalde. Daarna ging Grevisse naar de normaalschool van Malonne en behaalde er het diploma van regent.
In 1919 werd hij leraar Frans aan de pupillenschool van het leger in Marneffe. Gelijktijdig studeerde Grevisse Latijn en Grieks en slaagde voor de middenjury zodat hij de studies klassieke filologie aan de Universiteit van Luik kon aanvatten. Grevisse behaalde er in 1925 zijn doctoraat met een thesis over het taalgebruik van Horatius in zijn gedichten.
Grevisse werd in 1927 benoemd tot docent aan de Koninklijke Cadettenschool van Namen. Tot aan zijn pensioen in 1957 bleef hij lesgeven aan de cadettenschool, eerst in Namen en daarna aan die van Laken. Van 1967 tot aan zijn dood in 1980 was hij lid van de Conseil international de la langue française in Parijs.

## Le Bon Usage

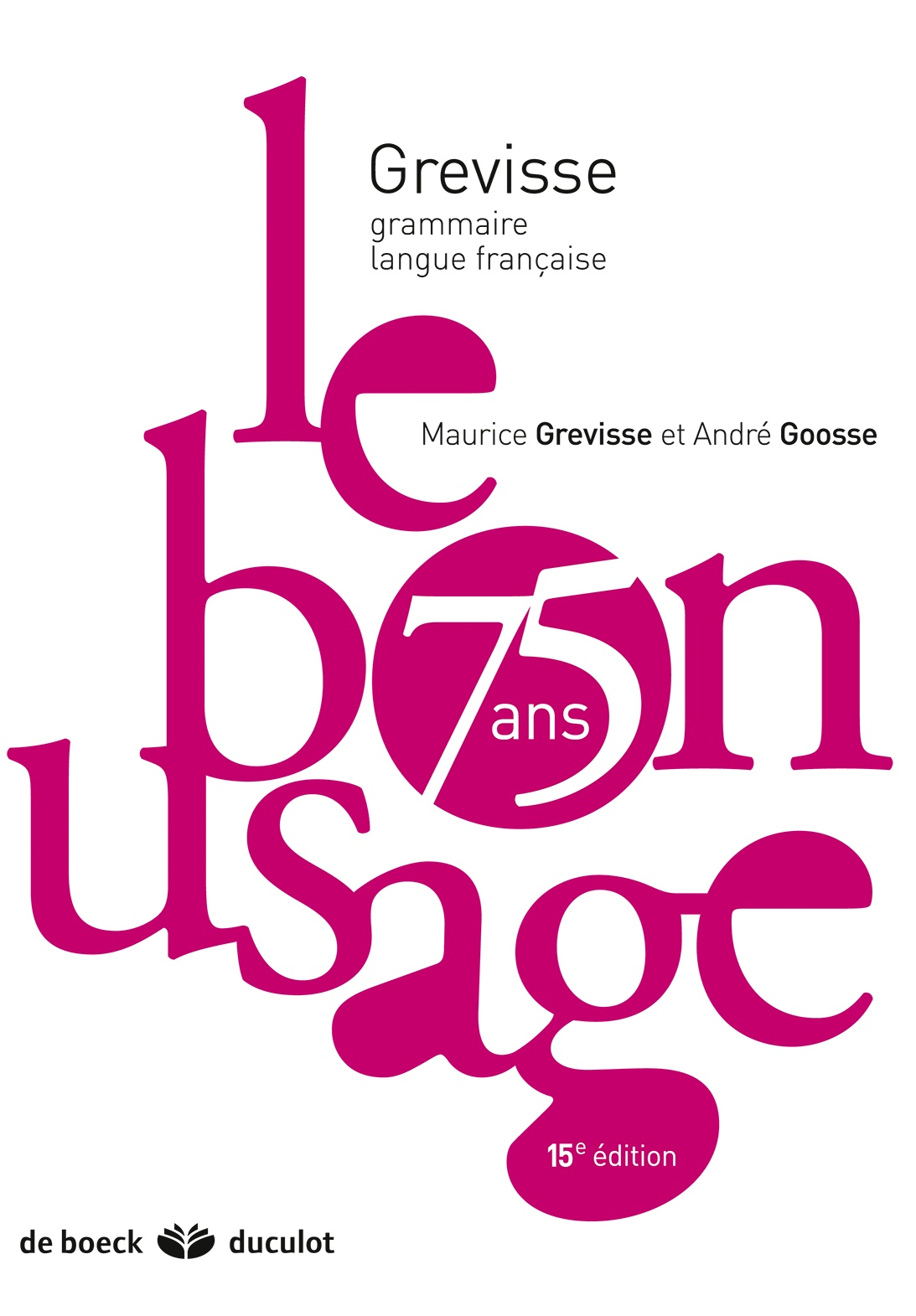
Cover van Le Bon Usage

Als docent Frans kwam Grevisse al vlug tot het besef dat de bestaande grammaticaboeken niet voldeden aan de noden van zijn onderwijs. Hij schreef een volledig nieuwe handleiding in de grammatica van de Franse taal en noemde het 701 pagina's tellende boek: Le Bon Usage. Aanvankelijk weigerden enkele uitgeverijen het werk te publiceren en het was uiteindelijk een kleine uitgeverij (Duculot) in Gembloers die het in 1936 publiceerde.
Vanaf het begin had Le Bon Usage een enorm succes dat vooral te verklaren viel door het feit dat het werk beantwoordde aan een reële behoefte. Het was een beschrijvend werk met talloze voorbeelden uit de literatuur ter illustratie. Met zijn nieuw concept keerde Grevisse de taalpuristen resoluut de rug toe. Na drie jaar volgde er al een nieuwe uitgave en direct na de Tweede Wereldoorlog volgde de derde editie.
Het succes van de handleiding werd in 1947 nog groter nadat André Gide, die net de Nobelprijs voor de Literatuur gewonnen had, Le Bon Usage in het literaire supplement van Le Figaro aanprees als het beste grammaticaboek van de Franse taal dat op dat moment voorhanden was. Ook Paul Robert, hoofdredacteur van de Dictionnaire Le Robert beschouwde het werk als het beste van zijn soort.
Na zijn pensioen bleef Grevisse veel energie steken in Le Bon Usage Het werk was uitgegroeid van ruim 700 bladzijden bij de eerste uitgave tot ruim 1500 bladzijden bij de elfde editie die enkele maanden na zijn dood in 1980 verscheen. Na zijn dood werd de redactie van zijn levenswerk overgenomen door André Goosse, de schoonzoon van Grevisse, die taalkundige en hoogleraar aan de Université catholique de Louvain was. In 2011 verscheen de vijftiende uitgave van het werk, nog steeds bij dezelfde uitgeverij die intussen wel opereerde onder de vleugels van uitgeverij De Boeck.

## Andere werken
In 1939 publiceerde Grevisse een versie voor middelbare scholieren onder de titel: Précis de grammaire française. Andere werken die hij publiceerde waren:
- Précis de grammaire française (1939) (ook bekend onder de titel: Le petit Grevisse)
- Exercices sur la grammaire française (1942)
- Cours de dictées (1944)
- Le Français correct (1973)
- Savoir accorder le participe passé (1975)
- Quelle préposition ? (1977)
- La force de l'orthographe (1982)
- Nouvelle grammaire française (1982)

Tussen 1961 en 1970 publiceerde Grevisse in de krant La Libre Belgique op regelmatige tijdstippen literaire kronieken. Deze werden gebundeld onder de titel: Problèmes de langage.

## Eerbetoon
Grevisse kreeg in 1939 de Prijs De Keyn van de Académie royale de Belgique en in 1946 de gouden medaille van de Académie française. In 1971 werd hij verheven tot Officier in de Orde van het Legioen van Eer.